# Marta Vieira da Silva
Marta Vieira da Silva, známá především jako Marta (* 19. únor 1986 Dois Riachos, Alagoas) je brazilská fotbalistka hrající na pozici útočníka. Je jednou z nejslavnějších fotbalistek historie. Pětkrát zvítězila v anketě FIFA o nejlepší fotbalistku světa, a to pětkrát po sobě (2006, 2007, 2008, 2009, 2010). Navíc v letech 2005, 2011, 2012, 2013 a 2014 byla v této anketě druhá. S Brazilskou ženskou fotbalovou reprezentací získala též dvě stříbrné olympijské medaile, první na olympiádě v Athénách roku 2004, druhou v Pekingu 2008. Na Mistrovství světa ve fotbale žen roku 2007 byla vyhlášena nejlepší hráčkou a stala se i nejlepší střelkyní turnaje. Je s 16 brankami zároveň nejlepší střelkyní v celé historii mistrovství světa.